# Issa (norweska piosenkarka)
Issa, właśc. Isabell Øversveen – norweska piosenkarka hardrockowa. Na scenie muzycznej zadebiutowała w 2010 roku wydając album Sign of Angels.

## Aktualni członkowie
- Isabell "Issa" Øversveen - śpiew
- Nobby Norberg - gitara basowa
- Uli Kusch - perkusja
- Tim Larsson - Klawisze
- Peter Huss - gitara[2]

## Dyskografia

### Albumy studyjne
- Sign of Angels (2010)
- The Storm (2011)
- Can't Stop (2012)
- Crossfire (2015)
- Run with the Pack (2018)
- Queen of Broken Hearts (2021)

### Single
- „I'm Alive” (2010)
- „Come Back Again” (2018)
- „Sacrifice Me” (2018)
- „Angels Calling” (2021)